# Botryonopa jacobii
Botryonopa jacobii es un coleóptero de la familia Chrysomelidae.
Fue descrita científicamente por primera vez en 1930 por Uhmann.